# 165. pehotni polk (Italija)
165. pehotni polk Liguria/Taro (izvirno italijansko 165º Reggimento fanteria) je bil pehotni polk Kraljeve italijanske kopenske vojske.

## Zgodovina
Med prvo svetovno vojno je bil polk nastanjen na soški fronti. Leta 1918 je bil polk preimenovan v 208. pehotni polk.